# Goričko
 Ovo je glavno značenje pojma Goričko. Za pobrđe u Sloveniji pogledajte Goričko (pobrđe).
Goričko je naselje u sastavu Općine Koprivnički Ivanec, u Koprivničko-križevačkoj županiji.

## Stanovništvo
Prema popisu iz 2011. naselje je imalo 141 stanovnika.
| broj stanovnika | 145   | 139   | 131   | 164   | 160   | 169   | 191   | 203   | 203   | 203   | 214   | 212   | 181   | 167   | 143   | 141   | 121   |
|                 | 1857. | 1869. | 1880. | 1890. | 1900. | 1910. | 1921. | 1931. | 1948. | 1953. | 1961. | 1971. | 1981. | 1991. | 2001. | 2011. | 2021. |

## Šport
- NK Polet Goričko

## Unutarnje poveznice
- Koprivnički Ivanec

## Vanjske poveznice
- glaspodravine.hr, (SELO MOJE MALO) Pretke su im optuživali da batinaju svog župnika, danas im selo živi punim plućima, objavljeno 30. svibnja 2019.